# Linceu (argonauta)

Rapto das Filhas de Leucipo, de Peter Paul Rubens e Jan Wildens

Linceu foi um dos Argonautas. Filho de Afareus e Arene, era conhecido pelas sua visão apurada (olhos de lince). Participou da caçada ao Javali de Cálidon. Juntamente com o seu irmão Ida, assassinou Pólux e seu irmão Castor pelo rapto de Febe e Hilária, filhas de Leucipo.